# Santiago Niltepec
Santiago Niltepec là một đô thị thuộc bang Oaxaca, México. Năm 2005, dân số của đô thị này là 4961 người.